# 格洛戈夫尼察河
格洛戈夫尼察河是克羅地亞的河流，位於該國中部，屬於切斯馬河的右支流，河道全長55公里，最終在察茲馬以西注入切斯馬河，河畔城鎮有克里熱夫齊。
45°44′59″N 16°35′52″E / 45.74972°N 16.59778°E